# Blidirászaházcsoport
Blidirászaházcsoport (románul: Blidireasa) falu Maros megyében, Erdélyben. Közigazgatásilag Libánfalva községhez tartozik.

## Fekvése
A Görgény völgyében fekszik, 595 m-es tengerszint feletti magasságban, Szászrégentől 32 km-re keletre, a Görgényi-havasok nyugati részén.